# Assemblea Federal de Rússia
L'Assemblea Federal de Rússia (nom complet rus: Федеральное собрание Российской Федерации, transcrit Federàlnoie sobrànie Rossisskoi Federatsii, "Assemblea Federal de la Federació Russa") és el més alt òrgan legislatiu de la Federació Russa, segons la seva Constitució. Fou establerta el 1993, durant la crisi constitucional. Està formada per la cambra baixa, la Duma Estatal els membres de la qual són escollits per sufragi directe, i per la cambra alta, el Consell de la Federació, per sufragi indirecte.
L'Assemblea Federal està composta pels 450 membres de la Duma i pels 170 del Consell de la Federació.

## Centre parlamentari
Durant la meitat de la dècada de 2000 fou suggerit que el centre parlamentari de la Duma Estatal i Consell de la Federació foren ubicats en un mateix complex constructiu. En 2012, la idea tingué el suport del President Dmitri Medvédev. Els motius aportats per la construcció del nou edifici eren el desfasament i congestió de les oficines actuals dels membres del parlament, les ubicacions remotes d'aquestes oficines dividides en deu ubicacions a Moscou i el desig del govern d'allunyar els cossos administratius del centre de la ciutat per reduir els problemes del trànsit.
Diverses àrees de Moscou foren estudiades per acollir la nova seu parlamentària: Kutuzovsky Prospekt (Avinguda), Frunzenskaya (terraplenys), Centre de Negocis Internacional de Moscou, Camp aeronàutic de Tushino, Krasnaya Presnya, els terraplens de Moskvoretskaya, el Park Museon i els terraplens de Sofia. En setembre de 2014, la plana fluvial de Mnyovniki fou triada, una decisió protestada pels ecologistes.
El disseny del nou edifici fou decidit sobre la base d'un concurs-competició de projectes arquitectònics.
Els parlamentaris, però, no van estar d'acord en les decisions estètiques dels candidats a la competició, que no es van resoldre quan es va celebrar el concurs per segona vegada.
Els problemes de finançament van causar complicacions. Originalment, el centre parlamentari havia de ser finançat per inversors privats, que a la vegada rebrien la propietat d'un edifici actualment pertanyent a la Duma de l'Estat i al Consell de Federació, a més de permisos per enderrocar-lo i substituir l'edifici pels seus propis projectes de desenvolupament. (com ara hotels). El crític arquitectònic Grigory Revzin va presentar una objecció a aquest pla, argumentant que la Duma de l'Estat es troba a l'edifici del Consell del Treball i la Defensa, dissenyat per Arkady Langman i construït el 1935, fent que la Duma de l'Estat existent fos un monument arquitectònic, que estaria protegit per l'estat i, per tant, no es podia enderrocar.
Els treballs al centre parlamentari començaran el 2020.